# IC 1752
IC 1752 — галактика типу C (компактна галактика) у сузір'ї Трикутник.
Цей об'єкт міститься в оригінальній редакції індексного каталогу.